# Asinus portans mysteria
La locuzione latina Asinus portans mysteria, tradotta letteralmente, significa un asino che porta i misteri.
Tale locuzione deriva dalla vita dei primitivi Cristiani che, costretti a celare alla curiosità dei pagani le Sacre Specie, erano così definiti da altri o da se stessi.

Si applica alle persone saccenti che si arrogano la missione di illuminare il mondo e che si mostrano gelose ed orgogliose dei propri segreti scientifici o professionali.